# (24601) Valjean
(24601) Valjean est un astéroïde de la ceinture principale.

## Description
(24601) Valjean est un astéroïde de la ceinture principale. Il fut découvert par Luboš Kohoutek le 26 octobre 1971 à Bergedorf.
Il présente une orbite caractérisée par un demi-grand axe de 2,22 UA, une excentricité de 0,189 et une inclinaison de 6,399° par rapport à l'écliptique.
Il fut nommé en hommage au personnage central des Misérables de Victor Hugo, Jean Valjean, dont le numéro de prisonnier était le 24601, soit le numéro de cet astéroïde,.

## Compléments